# Feiertage auf den Pitcairninseln
Im britischen Überseegebiet Pitcairninseln gibt es acht festgeschriebene Feiertage sowie zwei Gedenktage.

## Feiertage
| Datum        | Bezeichnung               |
| ------------ | ------------------------- |
| 1. Januar    | Neujahrstag New Years Day |
| 23. Januar   | Bounty-Tag Bounty Day     |
| 2. Juli      | Pitcairn-Tag Pitcairn Day |
| 25. Dezember | Weihnachten Christmas     |
| 26. Dezember | Familientag Boxing Day    |

### Bewegliche Feiertage
| Bezeichnung                                                               | Beschreibung          |
| ------------------------------------------------------------------------- | --------------------- |
| Karfreitag Good Friday                                                    | Christlicher Feiertag |
| Ostermontag Easter Monday                                                 | Christlicher Feiertag |
| Geburtstag der Königin oder des Königs Queen’s Birthday / King´s Birthday | Gesetzlicher Feiertag |

## Gedenktage
| Datum        | Bezeichnung                    |
| ------------ | ------------------------------ |
| 25. April    | ANZAC-Tag ANZAC Day            |
| 11. November | Erinnerungstag Remembrance Day |